# Mattie
Pour les articles ayant des titres homophones, voir Mati, Máti et Matti.
Mattie (Mattie en italien, Matiës en francoprovençal) est une commune italienne de la ville métropolitaine de Turin, dans la région du Piémont.

## Administration
| Période                                  | Période  | Identité        | Étiquette    | Qualité |
| ---------------------------------------- | -------- | --------------- | ------------ | ------- |
| 14 juin 2004                             | En cours | Cesare Bellando | lista civica |         |
| Les données manquantes sont à compléter. |          |                 |              |         |

### Hameaux
Mattie est un ensemble de hameaux (21) : Gillo (730 m) où il y a la mairie, les écoles et le bureau de poste. Entre Gillo et Giordani, il y a l'église paroissiale. Les autres hameaux sont : Combe, Bruni, Malenghi,  Aghetti, Menolzio, Vallone, Piccole e Grandi Tanze.

### Communes limitrophes
Bussolin, Suse, Méans, Roure, Fenestrelle.